# Dieni
I dieni sono una classe di composti organici aventi due doppi legami.
Nel caso più generale i doppi legami intervengono tra atomi qualsiasi, mentre si parla di alcadieni (o diolefine) per indicare i composti idrocarburici aventi due doppi legami C-C. Si parla inoltre di eterodieni nel caso in cui ai doppi legami partecipi almeno un eteroatomo.

## Classificazione
I dieni possono essere distinti in:
- dieni isolati: presentano due doppi legami separati da due o più legami semplici;
- dieni coniugati: presentano due doppi legami separati da un solo legame singolo;[1]
- dieni cumulati (o alleni): presentano due doppi legami consecutivi.[1]

I dieni coniugati sono più stabili rispetto agli altri dieni.

Un diene non coniugato (1,5-cicloottadiene)
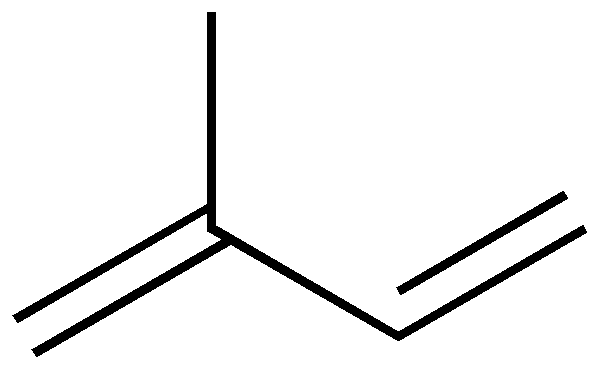
Un diene coniugato (isoprene)
Un diene cumulato (propadiene)
Un eterodiene coniugato (pirrolo)